# 小山幹夫
小山 幹夫（こやま みきお、1934年12月7日 - ）は日本の映画監督。神奈川県茅ヶ崎市出身。

## 経歴
神奈川県立湘南高等学校を卒業して日本大学芸術学部映画科に進学。1957年に卒業と同時に東映東京撮影所の助監督として入社。関川秀雄、佐伯清、深作欣二らに師事し1965年に監督に昇進。同年5月に結婚。1969年にフリーとなる。

## 受賞歴
- 1991年 - ATP優秀作品賞
- 2000年 - 教育映画祭文部科学大臣賞
- 2001年 - 教育映画祭文部科学大臣賞

## 監督作品

### 劇場作品
- 一発かましたれ (1965年6月5日 東映)
- ゴキブリ部隊 (1966年4月10日 東映)
- 三等兵親分出陣 (1966年10月1日 東映)

### テレビドラマ
- 忍者ハットリくん＋忍者怪獣ジッポウ（NET）
  - 第14話「天下の名馬は流石でござる」（1967年11月2日）
  - 第15話「海賊あらわれるでござる」（11月9日）
  - 第16話「これぞヤマトダマシイでござる」（11月16日）
- 泣いてたまるか (TBS)
  - 第52話「先生勇気を出す」（1967年8月20日）
  - 第69話「お嫁さんやーい」（1968年1月14日）
  - 第71話「ひとりで乾杯!」（1月28日）
  - 第74話「意地が涙を」（2月18日）
- 七つの顔の男 第9話「東京で一番長い日」 (NET 1967年12月24日)
- 青い太陽 第4話「ひとすじの青い道」 (NET 1968年4月24日)
- 顔のない心 (TBS 1968年6月3日 - 6月28日)
- ドカンと一発! (TBS)
  - 第2話「死なばもろとも作戦」（1968年10月28日）
  - 第6話「ぬらり、くらり作戦」（12月2日）
  - 第9話「メリークリスマス作戦」（12月23日）
- ひとシリーズ  『独り泣くひと』 (朝日放送 1968年11月4日 - 12月13日) ※TBS系
- オレとシャム猫 (TBS)
  - 第3話「明日に別れの拳銃を」（1969年2月19日）
  - 第4話「死神よ!名画をどうぞ!!」（2月26日）
  - 第23話「殺された青春」（9月17日）※脚本を担当
- 青空にとび出せ! (TBS)
  - 第5話「恋は青空」（1969年4月27日）
  - 第6話「ピンキーと五月人形」（5月4日）
  - 第7話「ピンチだ!それいけ」（5月11日）
  - 第8話「ハプニング・ホリデー」（5月18日）
  - 第9話「ピンキーとモーレツ老人」（5月25日）
  - 第10話「ボクとお月さま」（6月1日）
- 笑ってよいしょ (日本テレビ 1969年4月8日 - 6月17日)
- プレイガール (東京12チャンネル)
  - 第13話「女の魔性に火がつけば」（1969年6月30日）
  - 第22話「女の戦は夜ひらく」（9月1日）
  - 第24話「女の勝負は危険がいっぱい」（9月15日）
  - 第240話「裸の女にゃ刺がある」（1973年11月5日）
  - 第242話「温泉風俗あんま」（11月19日）
  - 第247話「私の足は左利き」（12月31日）
  - 第258話「女は裸で一発勝負」（1974年11月5日）
  - 第275話「怪談 血煙りに浮ぶ女」（7月8日）
  - 第279話「トルコ嬢殺人事件」（8月5日）
  - 第284話「愛して! 悶えて! 殺されて」（9月9日）
- セブンティーン -17才- (日本テレビ)
  - 第1話「ちょっと冒険してみない?」（1969年7月29日）
  - 第2話「ちょっぴりやけちゃうな」（8月5日）
- Oh!それ見よ (TBS 1969年10月1日 - 12月31日)
- フラワーアクション009ノ1 第12話「バカンスは危険がいっぱい」(フジテレビ 1969年12月23日)
- 女殺し屋 花笠お竜 第18話「地獄帰りの可愛い悪女」(東京12チャンネル 1970年1月31日)
- プロフェッショナル 第26話「お金がほしい!」 (TBS 1970年3月29日)
- 男一番!タメゴロー (NET)
  - 第1話「アッとオドロク…」（1970年4月6日）
  - 第2話「社長になったタメゴロー」（4月13日）
  - 第7話「サヨナラ!美加さん」（5月18日）
  - 第11話「離婚バンザーイ!」（6月15日）
  - 第14話「脱ぐぞ、見ておれ」（7月6日）
  - 第19話「カナズチ牡丹が笑ってる」（8月10日）
  - 第22話「メンコで勝負」（8月31日）
- 恋愛術入門 (TBS)
  - 第1話「手も足もでない恋」（1970年10月18日）
  - 第5話「恋は異なもの」（11月15日）
  - 第9話「ヒッチハイクの恋」（12月13日）
  - 第14話「前むけ右むけ左むけ」（1971年1月24日）※脚本を担当
  - 第15話「飛んで来た花嫁」（1月31日）
  - 第16話「スパイス大作戦」（2月7日）
  - 第21話「花嫁りゃく奪作戦」（3月14日）
- 打ち込め! 青春 (NET)
  - 第1話「その人は女教師」（1971年1月7日）
  - 第5話「愛の傷口」（2月4日）
  - 第8話「よみがえる心」（2月25日）
  - 第9話「血と愛」（3月4日）※脚本兼務
  - 第10話「過去を捨てた女」（3月11日）
- 美しきチャレンジャー (TBS)
  - 第1話「第1回」（1971年4月4日）
  - 第2話「第2回」（4月11日）
  - 第5話「第5回」（5月2日）
  - 第6話「第6回」（5月9日）
  - 第9話「第9回」（5月30日）
  - 第10話「第10回」（6月6日）
  - 第13話「恐るべき罠」（6月27日）
  - 第14話「魔球への挑戦」（7月4日）
  - 第15話「愛の魔球」（7月11日）
  - 第18話「混血のライバル」（8月1日）
  - 第19話「鮮血のサウスポー」（8月8日）
  - 第28話「決勝戦前夜」（10月10日）
  - 第29話「栄光の星」（10月17日）
- 一心太助 (フジテレビ)
  - 第10話「男一匹子守唄」（1971年12月5日）
  - 第11話「純情に勝負と参ろう」（12月12日）
  - 第24話「女の勝負は危険がいっぱい」（9月15日）
  - 第17話「この子誰の子」（1972年1月30日）
  - 第18話「親分!おひかえなすって」（2月6日）
  - 第24話「あべこべ物語」（3月19日）
  - 第25話「よき哉江戸の春」（3月26日）
- 超人バロム・1 (読売テレビ)
  - 第19話「魔人ヤゴゲルゲが子守唄で呪う」（1972年8月6日）
  - 第20話「魔人サソリルゲが地上を征服する!!」（8月13日）
- 剣道一本! (フジテレビ)
  - 第1話「めざめよ野良犬」（1972年10月2日）
  - 第2話「目には目を 牙には牙を」（10月9日）
  - 第5話「涙の友情」（10月30日）
  - 第6話「苦しみのジャンプ台」（11月6日）
  - 第9話「つぶせ!地獄三段斬り」（11月27日）
  - 第10話「すすきが原のひとり狼」（12月4日）
  - 第12話「絶望の落とし穴」（12月18日）
  - 第13話「はばたけ日本一!」（12月25日）
- ゲンコツの海 (北日本放送)
  - 第8話「合宿はもぐりの訓練」（1973年2月28日）
  - 第9話「男はそこであきらめない」（3月7日）
  - 第15話「内ゲバ!?海洋部」（4月18日）
  - 第16話「出航!太陽とロマンの島へ」（4月25日）
  - 第17話「オキナワ・初恋・恋仇」（5月2日）
  - 第18話「恋のとりこオキナワ」（5月9日）
  - 第19話「北の海から初恋が来る」（5月16日）
  - 第23話「目標!前方のオヤジ」（6月13日）
  - 第24話「鬼の目にナミダあり」（6月20日）
- 雑居時代 (日本テレビ)
  - 第15話「今年はライオンどし?」（1974年1月9日）
  - 第20話「もてないね?」（2月13日）
- プレイガールQ (東京12チャンネル)
  - 第1話「命知らずの牝猫たち」（1974年10月7日）
  - 第2話「禁じられた恋人」（10月14日）
  - 第7話「恐怖のフラメンコ」（11月18日）
  - 第12話「女の敵は女」（12月23日）
  - 第17話「女は裸で強くなる」（1975年1月27日）
  - 第22話「ご用心! 悪女の深なさけ」（3月3日）
  - 第40話「暴力刑事罷り通る」（7月7日）
  - 第41話「東京エマニエル夫人」（7月14日）
  - 第45話「風に逆らう牝狼」（9月8日）
  - 第52話「可愛い裸を狙い撃ち!!」（10月27日）
  - 第69話「寝乱れた東京エマニエル夫人」（1976年2月23日）
- ザ★ゴリラ7 (NET)
  - 第12話「恋と王女と弾丸と」（1975年6月20日）
  - 第14話「黄金の腕を持つ男」（7月4日）
- 非情のライセンス 第2シリーズ (NET)
  - 第43話「兇悪の密室」（1975年7月31日）
  - 第81話「兇悪の暴走族」（1976年5月6日）
  - 第103話「袋小路」（10月21日）
  - 第107話「約束」（11月25日）※脚本を担当
  - 第108話「未練心」（12月2日）
  - 第112話「島原哀歌」（12月30日）
  - 第115話「女一人」（1977年1月20日）※脚本兼務
  - 第120話「濡れ衣」（2月24日）
  - 第121話「強姦」（3月3日）※脚本兼務
- 俺たちの旅 (日本テレビ)
  - 第13話「男は自立したがるものなのです」（1975年12月28日）
  - 第14話「馬鹿がひとりで死んだのです」（1976年1月11日）
  - 第22話「少女はせつなく恋を知るのです」（3月7日）
  - 第23話「ついに東大に入りました!?」（3月14日）
  - 第30話「ふられ男が旅に出ました」（5月2日）
  - 第31話「大嫌いがやってきました」（5月9日）
  - 第36話「男には美しさがあるのです」（6月13日）
- 燃える捜査網 第10話「刑事なんて大嫌い!」(NET 1975年12月12日)
- ベルサイユのトラック姐ちゃん (NET)
  - 第13話「女は捨て身で勝負する」（1976年8月6日）
  - 第14話「女の裸は二度見たい」（8月13日）
- 超神ビビューン (NET)
  - 第11話「壁が人をのむ?ステレオの秘密」（1976年年9月28日）
  - 第12話「魂が盗まれた?恐怖の鬼火」（10月5日）
  - 第13話「ハニワが歩いた?怪奇な足跡」（10月12日）
- ジグザグブルース (テレビ朝日)
  - 第1話「婚約者を捜して!」（1977年4月19日）
  - 第2話「女房を捜して!」（4月26日）
  - 第5話「娘を捜して!」（5月31日）※脚本兼務
  - 第6話「女形涙の晴れ舞台」（6月7日）
  - 第10話「女の覆歴書」（7月5日）
  - 第12話「星空のめぐり逢い」（7月19日）
  - 第13話「二人の誓い」（7月26日）
- 新幹線公安官 第1シリーズ  (テレビ朝日)
  - 第2話「ひかり最終便」（1977年8月16日）
  - 第6話「逃亡 二十四時間の謎」（9月13日）
  - 第7話「秘密の中の顔」（9月20日）
- 気まぐれ本格派 (日本テレビ)
  - 第3話「俺は勇者ではない」（1977年11月9日）
  - 第4話「ワン・ダフル花嫁さん」（11月16日）
  - 第8話「男と男の約束は?」（12月14日）
  - 第9話「ダサイ男の噺」（12月21日）
  - 第10話「妹十八いまごろハシカ」（12月28日）
  - 第15話「男だったらやってみろ」（1978年2月1日）
  - 第18話「砂漠の墓に踊らされ」（2月22日）※脚本兼務 立町陽太と共同執筆
  - 第20話「大特訓は死の匂い!!」（3月8日）
  - 第23話「ママゴンのヘンシーン」（3月29日）
  - 第25話「0点! 0点! 大トチリ!!」（4月19日）
  - 第27話「恋という奴ァままならぬ」（5月10日）
  - 第30話「兄貴がポックリ、死ンデレラ?!」（6月21日）
  - 第32話「20億円は夢じゃー!」（7月26日）
  - 第37話「兄貴風が吹き荒れる」（9月13日）
  - 第38話「さよなら・カッパ!!」（9月20日）
- ゆうひが丘の総理大臣 (日本テレビ)
  - 第4話「風紀委員も楽じゃない!」（1978年11月1日）
  - 第6話「ライバルって何ですか!」（11月15日）
  - 第8話「ときめく心がほしかった!」（11月29日）
  - 第9話「淋しさなんかに負けません!」（12月6日）
  - 第13話「さようなら柴田君!」（1979年1月10日）
  - 第15話「幸福つかまえた!」（1月24日）
  - 第20話「優等生と劣等生の熱い恋!」（2月28日）
  - 第21話「子は親を求めているか?」（3月7日）
  - 第32話「教師VSツッパリ姉弟!」（7月11日）
  - 第33話「初恋は甘くせつなくほろ苦く」（7月18日）
  - 第37話「真夏の恋は乱戦模様!」（8月22日）
  - 第38話「恋の芽生えは出合いから!」（9月5日）
- ふしぎ犬トントン (フジテレビ)
  - 第4話「おーい!母さん星」（1978年11月20日）
  - 第8話「にせもの ほんもの」（12月18日）
  - 第21話「ぼくたちのガールフレンド」（1979年3月26日）
- 鉄道公安官 (テレビ朝日)
  - 第7話「こだま最終便の秘密」（1979年5月21日）
  - 第19話「大混線・ニセ公安官現わる」（9月10日）※脚本兼務 奥村俊雄と共同執筆
  - 第25話「誘拐特急・ママ、早く来て!」（11月5日）
  - 第26話「セーラー服・危機一髪」（11月12日）
  - 第35話「ちびっこ大捜査線!」（1980年1月21日）
  - 第36話「新幹線・消えた美人画を追え」（1月28日）
  - 第41話「山手線・傷だらけの男を追え!」（3月10日）
  - 第42話「青春特急・いのちよ走れ!」（3月17日）
- 日曜恐怖シリーズ 「悲しみの山荘」(関西テレビ 1979年9月16日)
- 花よめは16歳 (テレビ朝日)
  - 第3話「ライバルがいっぱい!」（1979年12月3日）
  - 第4話「花むこの父はコワーイ人」（12月10日）
  - 第7話「大事件!花むこがお見合い」（1980年1月14日）
  - 第9話「え!?花むこがアメリカ留学」（1月28日）
  - 第18話「恋のエイプリルフール」（3月31日）
  - 第19話「料理修行はキビシイゾ!」（4月7日）
  - 第20話「恋を恋するお年頃!」（4月14日）
  - 第27話「愛の小犬はキューピット!!」（6月9日）
  - 第28話「え!!ミチに赤ちゃんが!?」（6月16日）
  - 第31話「ミチついに結婚宣言!!」（7月7日）
  - 第32話「二人の愛は永遠に!!」（7月14日）
- 爆走! ドーベルマン刑事 (テレビ朝日)
  - 第10話「大爆破3秒前」（1980年6月16日）
  - 第11話「挑戦 目黒の赤い星!」（6月23日）
- 土曜ワイド劇場 (テレビ朝日)
  - 「三毛猫ホームズの追跡」（1980年6月14日）
  - 「三毛猫ホームズの怪談」（1981年5月16日）
  - 「三毛猫ホームズの狂死曲」（1982年12月25日）
  - 「三毛猫ホームズの運動会」（1983年5月14日）
  - 「三毛猫ホームズの駈落ち」（1984年12月22日）
  - 「白衣の複合殺人」（1987年5月30日）
- サンキュー先生 (テレビ朝日)
  - 第3話「小さなヒーローたち」（1980年9月22日）
  - 第4話「もう一つのおちこぼれ」（9月29日）
  - 第7話「愚かで鈍なオレ!」（11月3日）
  - 第8話「愛してます!石松先生」（11月10日）
  - 第11話「神様が決めたこと」（12月1日）
  - 第12話「石松の危険な賭け」（12月8日）
  - 第19話「合格はこの手で!」（1981年2月2日）
  - 第20話「初体験旅行」（2月9日）
  - 第25話「愛のカプセル'81」（3月16日）
  - 第26話「ありったけ愛を!」（3月23日）
- 走れ!熱血刑事 第1話「青春チャンピオン」 (テレビ朝日 1980年11月10日)
- 新五捕物帳 (日本テレビ)
  - 第146話「屋根裏の女」（1981年6月16日）
  - 第149話「哀しき異母兄弟」（8月4日）
  - 第181話「密偵と呼ばれた父」（1982年5月4日）
  - 第182話「いのちの償い」（5月18日）
- ドラマ・人間 第8話「大貫久男氏、1億円拾得事件の真相」(テレビ朝日 1981年9月7日)
- 時代劇スペシャル 「仇討選手」(フジテレビ 1981年9月25日)
- 同心暁蘭之介  第31話「殺人鬼に罠をかけろ」(フジテレビ 1982年5月27日)
- 春の傑作推理劇場  第3話「ステレオ殺人事件」(テレビ朝日 1982年2月11日)
- こども傑作シリーズ (テレビ朝日)
  - 「UFOに乗ってきた女の子」（1982年6月29日）
  - 「泣き虫魔女先生」（7月6日）
  - 「5年2組の宿題戦争」（7月20日）
- ライオン奥様劇場「ママは新入社員」(フジテレビ 1982年11月15日 - 12月30日)
- ちびっ子かあちゃん (TBS)
  - 第5話「カナダからの手紙」（1983年5月12日）
  - 第6話「ナゼナゼ？教えてよ!」（5月19日）
  - 第10話「雲にのったおかあさん」（6月16日）※脚本兼務
  - 第12話「私も遊んでなぜわるい?」（6月30日）※脚本兼務
  - 第15話「ツッパリなんかこわくない!」（7月21日）
  - 第16話「お母さんは神様?」（7月28日）※脚本兼務
- 火曜サスペンス劇場 (日本テレビ)
  - 「張り子の虎」（1983年8月23日）
  - 「消えた郵便配達人」（1985年10月22日）
  - 女弁護士高林鮎子(1)「寝台特急あさかぜ４号殺人風景」（1986年11月11日）
  - 「盗聴する女」（12月16日）
  - 「ズームイン!!朝!殺人事件」（1988年11月15日）
- ザ・サスペンス (TBS)
  - 「回転ドアの女」(1984年3月24日)
  - 「ラストチャンス」(6月23日)
  - 「見栄講座に通う妻たち」(9月15日)
- 月曜ワイド劇場 (テレビ朝日)
- 「ピンク街の聖母たち」(1984年12月24日)
- 「嫁と姑、お皿割りいじわる合戦」(1986年2月3日)
- 月曜スター劇場 「婦警候補生物語」(日本テレビ)
  - 第1話「たった一人の不適格者」（1985年1月14日）
  - 第2話「口に出せない住所氏名年齢」（1月21日）
  - 第5話「死ぬ覚悟は出来ています」（2月11日）
  - 第7話「ひとりぼっちの教室」（2月25日）
  - 第9話「第一志望への苛酷な争い」（3月11日）
  - 第11話「命を守った必死の口づけ」（3月25日）
- スーパーポリス (TBS)
  - 第9話「1万円札ミステリー案内」（1985年6月8日）
  - 第13話「悩殺!盗まれた女の日記」（7月6日）
- 誇りの報酬 (日本テレビ)
  - 第9話「オホーツク悲歌」（1985年12月8日）
  - 第10話「さらば、田舎刑事!」（12月15日）
  - 第23話「潜行して敵を撃て!」（1986年3月16日）
  - 第24話「愛は永遠に…」（3月23日）
- 木曜ドラマストリート 「寝台特急・出雲３号グルメ殺人旅行」(フジテレビ 1986年6月5日)
- 水曜ドラマスペシャル (TBS)
  - 「見栄はる妻たちのカルチャー講座」(1986年6月25日)
  - 「付き添い婦物語(1)」(9月24日)
  - 「付き添い婦物語(2)」(1987年7月1日)
  - 「ママと私の捕物帳」(8月26日)
- 金曜女のドラマスペシャル 「京都愛人旅行殺人事件」(フジテレビ 1987年7月17日)
- ドラマ23 「桂三枝の家政婦さん」(TBS 1988年2月22日)
- ザ・ドラマチックナイト 「細雪友禅殺人事件」(フジテレビ 1988年3月11日)
- はぐれ刑事純情派 第1シリーズ (テレビ朝日)
  - 第5話「記憶を消された女」（1988年5月4日）
  - 第7話「産院から消えた赤ん坊」（5月18日）
- 土曜ドラマスペシャル 「付添婦物語(3)」(TBS 1988年4月30日)
- 現代恐怖サスペンス 「赤の追想」(関西テレビ 1988年7月25日)
- 水曜グランドロマン (日本テレビ)
  - 「夢を追う女」(1989年2月15日)
  - 「懲りない女たち 2」(5月17日)
  - 「夢を追う女 2」(12月27日)
  - 「夢を追う女 3」(1990年12月27日)
  - 「望郷の犬ペペ」(1991年1月9日)
  - 「夢を追う女 4」(5月8日)
- ドラマスペシャル 「トリマー花子のワンニャン日記」(TBS 1989年3月25日)
- HOTEL シーズン1 (TBS)
  - 第3話「3つのC」（1990年1月25日）
  - 第4話「討ち死に族」（2月1日）
  - 第5話「サービス」（2月8日）
  - 第8話「ブライダル・フェア」（3月1日）
  - 第11話「シー・ユー・アゲイン」（3月22日）
- 火曜スーパーワイド 「冷血女教師の熱血修学旅行」(朝日放送 1990年3月13日)
- 西村京太郎サスペンス 「トンネルに消えた…」(関西テレビ 1990年5月7日)
- HOTEL スペシャル'90秋 (TBS 1990年10月4日)
- 月曜・女のサスペンス 「古都・奈良殺人事件」(テレビ東京 1991年9月9日)
- 木曜ゴールデンドラマ 「最後の張り込み」(読売テレビ 1991年9月19日)
- HOTEL シーズン2 (TBS)
  - 第3話「ベルガール誕生」（1992年1月23日）
  - 第4話「Pスマイル」（1月30日）
  - 第8話「65歳で赤ちゃんが…」（2月27日）
  - 第9話「嫌われるお客さま」（3月5日）
  - 第11話「部屋で炊事する客」（3月19日）
  - 第12話「一平くんの結婚式」（3月26日）
- プレイガール'92 「黒真珠殺人事件」(テレビ東京 1992年11月16日)
- はだかの刑事 (日本テレビ)
  - 第12話「指紋のない殺人者」（1993年4月16日）
  - 第15話「危険な天使」（5月14日）
- 新幹線物語'93夏 (TBS)
  - 第7話「覗かれた女の部屋」（1993年8月17日）
  - 第8話「蜜のような誘惑」（8月24日）
  - 第9話「幸福の条件」（8月31日）
  - 第12話「拝啓!のぞみ号様」（9月21日）
- HOTEL シーズン3 (TBS)
  - 第2話「眉のない花嫁さん」（1994年4月14日）
  - 第3話「拳銃を持った客!?」（4月21日）
  - 第6話「要注意のお客様」（5月12日）
  - 第7話「恋の数−1=失恋」（5月19日）
  - 第8話「にせベルガール」（5月26日）
  - 第13話「おかしな忘れ物!?」（6月30日）
  - 第14話「ハイレグ水着事件」（7月7日）
  - 第17話「超ケチなお客様」（7月28日）
  - 第8話「彼に似たお化け?」（8月4日）
  - 第21話「写真集万引き事件」（8月25日）
  - 第24話「隣室を覗く女の客」（9月15日）
  - 第25話「僕たちの結婚式!?」（9月22日）
- 金曜エンタテイメント 「旅は道連れ世は情けねェ 2」(フジテレビ 1994年11月4日)
- HOTEL シーズン4 (TBS)
  - 第3話「歓迎ホームレス様」（1995年4月27日）
  - 第4話「ミステリーな手紙」（5月4日）
  - 第13話「女子高生修学旅行」（7月6日）
- 新幹線'97恋物語 (TBS)
  - 第4話「用心ぶかい浮気女」（1997年4月24日）
  - 第10話「幽霊が乗ってきた」（6月5日）
  - 第11話「結婚は命がけ!?」（6月12日）
  - 第12話「女が勝負する日!!」（6月19日）
- 月曜ミステリー劇場 「駅前タクシー湯けむり事件案内 1」(TBS 2003年2月17日)